# Rondaniella japonica
Rondaniella japonica är en tvåvingeart som först beskrevs av Matsumura 1915.  Rondaniella japonica ingår i släktet Rondaniella och familjen svampmyggor. Inga underarter finns listade i Catalogue of Life.